# Victor Constantin Van Steenberge
Victor Constantin Van Steenberge (Smeerebbe-Vloerzegem, 10 augustus 1848 - aldaar, 28 april 1930) was een Belgisch politicus actief in zijn geboortedorp en nadien in de stad Geraardsbergen. Hij was de zoon van Pierre François Van Steenberge (1815-1876) en Marie Thérèse Priem (1814-1873) en werd molenaar van beroep.

## Generaties politiek
Victor werd gemeenteraadslid in 1911 en het jaar nadien schepen: eerst in Smeerebbe-Vloerzegem, na de fusie in 1913 werd hij schepen van de stad Geraardsbergen. Hij was in die tijd bekend als een daensist en flamingant. Hij bleef zetelen tot in 1921.
Hij was de vader van Paul Van Steenberge die brouwer, professor en politicus werd. Deze was onder meer burgemeester van Ertvelde en brouwer in Brouwerij Bios. Alsook de grootvader van diens opvolger in de politiek en in de brouwerij Jozef Van Steenberge.